# Le roi malgré lui

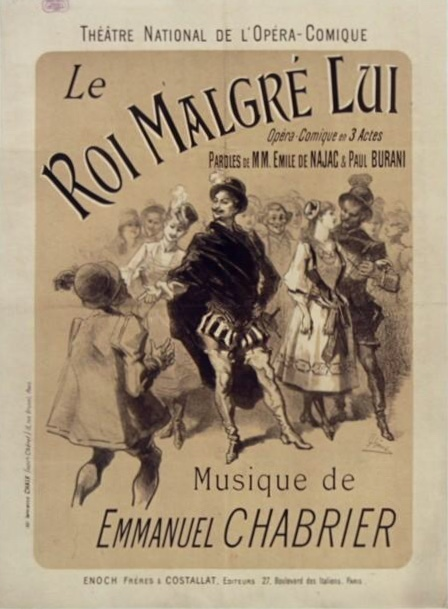

Le roi malgré lui (Kung emot sin vilja) är en fransk Opéra comique i tre akter med musik av Emmanuel Chabrier och libretto av Émile de Najac och Paul Burani efter pjäsen med samma namn (1836) av Virginie Ancelot.

## Historia
Operan var stilistiskt en förelöpare till bland annat Debussys Pelléas och Mélisande och beundrades av både Ravel och Poulenc. Ravel sa till och med att han "hellre hade velat ha komponerat Le roi malgré lui än Nibelungens ring". Operan uruppfördes på Opéra-Comique i Paris den 18 maj 1887.

## Personer
- Henri de Valois, Kung of Polen (baryton)
- Comte de Nangis, vän till Henri (tenor)
- Minka, Laskis slavinna (sopran)
- Alexina, hertiginnan av Fritelli och Laskis brorsdotter (sopran)
- Laski, en polsk adelsman (bas)
- Duc de Fritelli, en italiensk adelsman, Alexinas make (baryton)
- Basile, värdshusvärd (tenor)
- Liancourt, en fransk adelsman (tenor)
- d'Elboeuf, en fransk adelsman (tenor)
- Maugiron, en fransk adelsman (baryton)
- Comte de Caylus, en fransk adelsman (baryton)
- Marquis de Villequier, en fransk adelsman (bas)
- En soldat (bas)
- Sex tjänarinnor (sopran, mezzosopran)
- Pager, adelsmän, soldater, tjänare (kör)

## Handling
Katarina av Medicis son Henrik av Valois har mot sin vilja blivit vald till kung av Polen men längtar hem till Frankrike. Därför passar det honom utmärkt att polackerna anförda av den polske adelsmannen Albert Laski ämnar ersätta honom med en österrikiska ärkehertig. Henrik och hans vän greve de Nangis byter identitet för att understödja Laskis planer, men Laski försöker mörda Nangis. Han räddas emellertid av Laskis livegne Minka, och till slut beslutar Henrik för att stanna i Polen som kung.